# Port lotniczy Taif
Port lotniczy At-Ta’if – port lotniczy położony w mieście At-Ta’if. Jest jednym z największych portów lotniczych w Arabii Saudyjskiej. Wbrew nazwie obsługuje on również połączenia zagraniczne.

## Linie lotnicze i połączenia
| Linia Lotnicza                  | Kierunek                                                            |
| ------------------------------- | ------------------------------------------------------------------- |
| Air Arabia                      | 1. Kair 2. Szardża                                                  |
| AlMasria Universal Airlines     | 1. Kair                                                             |
| flyadeal                        | 1. Dammam 2. Rijad                                                  |
| Flydubai                        | 1. Dubaj                                                            |
| FlyEgypt                        | 1. Kair                                                             |
| Flynas                          | 1. Dammam 2. Kuwejt 3. Maskat 4. Rijad                              |
| Jazeera Airways                 | Sezonowo: 1. Kuwejt                                                 |
| Nesma Airlines                  | 1. Kair                                                             |
| Nile Air                        | 1. Kair                                                             |
| Pakistan International Airlines | 1. Islamabad                                                        |
| Qatar Airways                   | 1. Doha                                                             |
| SalamAir                        | Sezonowo: 1. Maskat                                                 |
| Saudia                          | 1. Abha 2. Dammam 3. Dżudda 4. Dżizan 5. Medyna 6. Rijad 7. Szarura |
| Turkish Airlines                | 1. Stambuł                                                          |